# هانيلوره شماتز
هانيلوره شماتز (بالألمانية: Hannelore Schmatz)‏ ـ (16 فبراير 1940 ـ 2 أكتوبر 1979) هي متسلقة جبال ألمانية، انهارت جسديًا وتوفيت على ارتفاع 8300 مترًا في 2 أكتوبر 1979، لدى عودتها من تسلق ناجح لقمة إيفرست عبر الطريق الجنوبي، وظل جثمانها لسنوات متجمدًا فوق الجبل، لتكون أول امرأة، وأول مواطن ألماني، يلقى حتفه على منحدرات جبل إيفرست.
كانت شماتز عضوًا في بعثة يقودها زوجها غيرهارد شماتز لتسلق جبل إيفرست عبر الطريق الجنوبي الشرقي، وكان معهما في البعثة ذاتها الأمريكي راي جينيه، الذي توفي هو الآخر أثناء تسلقه الجبل. توقفت المجموعة عندما اقترب الليل ـ بعد أن أنهكها التسلق ـ وعسكرت في العراء خلافًا لنصح أدلائهم من رجال الشيربا. وقد ظل أحد الأدلاء من الشيربا ـ واسمه سونغداري شيربا ـ مع جثمان شماتز بعد وفاتها، وتسبب ذلك في فقدانه معظم أصابع يديه وقدميه.
اختفت جثة جينيه لاحقًا تحت الثلوج، بينما دحرجت الرياح جثة شماتز شيئًا فشيئًا نحو أسفل الجبل.
لسنوات ظل من يتسلقون الجبل بالطريق الجنوبي يشاهدون جثة شماتز على ارتفاع حوالي 100 متر فوق معسكر 6. كانت الجثة متجمدة في وضع الجلوس، مائلة للأمام مستندة إلى حقيبة ظهرها وعيناها مفتوحتان وشعرها يتطاير مع الربح.
وفي سنة 1984، لقي مفتش الشرطة النيبالي يوجندرا بهادور ثابا والدليل أنغ دورجي حتفهما أثناء محاولة لاستعادة جثة شماتز، في بعثة نظمتها الشرطة النيبالية.
وفي العام التالي شاهد متسلق الجبال البريطاني كريس بونينغتون جثة شماتز، وظنها من بعيد خيمة، غير أنه لم يميزها إلا بعد أن اقترب.
انتهى الأمر بأن ألقت الريح ببقايا الجثة من فوق الجانب الشرقي لجبل إيفرست.